# 傾盃楽
傾盃楽（けいばいらく）は、雅楽の唐楽の曲名の一つ。
太食調で、現在は管絃（早四拍子の小曲）のみである。唐の太宗が長孫無忌に作らせたとも、太宗または玄宗の自作ともいわれる。
古くは序・破・急から成り舞人4人により舞われる平舞の舞楽があったが、舞楽は廃絶し、現在管絃として演奏されるのはこのうちの急の楽章である。
また敦煌琵琶譜（敦煌文献）には同名の「傾盃楽」があるが、これとは別物である。